# Musée franco-omanais
Le Musée franco-omanais (ou bayt faransā, beit fransa, ou Omani-French Museum) est un musée du Sultanat d'Oman situé à Mascate. Aménagé dans l'ancienne résidence des consuls de France, il retrace les différentes étapes des relations franco-omanaises depuis le XVIIIe siècle.

## Histoire
Le bâtiment est occupé par les consuls de France jusqu'en 1920.
Le musée franco-omanais est inauguré par le sultan Qabus et le président François Mitterrand le 29 janvier 1992.
En février 2009, lors d'une visite officielle dans le pays, le président français Nicolas Sarkozy visite le musée en compagnie de Dominique Baudis, alors président de l'Institut du monde arabe.
La rénovation du bâtiment est assurée par une collaboration entre les autorités françaises et les autorités omanaises.
En 2016, le musée a accueilli 3 032 visiteurs.

## Collections
Le musée est géré par le Ministère du Patrimoine et de la Culture. Il présente du mobilier, des vêtements, des photographies et des documents liés à la présence des premiers diplomates français, ainsi que des maquettes de bateaux, des costumes et des bijoux omanais et français.

## Expositions temporaires
- 19 novembre 2011 au 20 janvier 2012 : « Parfums, Une histoire naturelle en France et en Oman »[6]